# Ямагірі-Мару
Ямагірі-Мару (Yamagiri Maru) — судно, яке під час Другої світової війни взяло участь у операціях японських збройних сил в Індонезії, в Мікронезії та архіпелазі Бісмарка.

## Передвоєнна історія
Ямагірі-Мару спорудили в 1938 році на верфі Mitsubishi Jukogyo в Йокогамі на замовлення компанії Yamashita Kisen.
5 вересня 1941-го судно реквізували для потреб Імперського флоту Японії. З 3 по 15 жовтня воно пройшло певну модернізацію на верфі Mitsubishi у Йокогамі.
У листопаді 1941-го Ямагірі-Мару пройшло з Японії до атола Мілі (Маршаллові острови), звідки повернулось до Японії вже після початку бойових дій, 7 січня 1942-го.

## Операція у Індонезії
15 січня 1942-го Ямагірі-Мару вирушило з японського порту Йокосука та вранці 22 січня прибуло до Давао (південне узбережжя філіппінського острова Мінданао). Далі воно здійснило рейс до якірної стоянки Бангка біля північно-східного півострова острова Целебес і назад, а 27 січня разом зі ще 5 суднами рушило з Давао до Бангки в межах підготовки до висадки на острові Амбон. 29 січня від Бангки розпочав рух загін, який збільшився до 10 транспортів, а в ніч проти 31 січня розпочалось десантування на Амбон.
27 лютого 1943-го Ямагірі-Мару вийшло з Амбона, відвідало архіпелаг Палау (західні Каролінські острови), а 11 березня прибуло до Йокогами.

## Рейс до Мікронезії
Упродовж наступних кількох тижнів Ямагірі-Мару відвідало низку японських портів, а 4 квітня вийшло з Токіо в рейс до Мікронезії. 13 квітня судно прибуло на атол Вотьє, потім побувало на атолах Малоелап, Джалуїт, Мілі (всі — Маршаллові острови), зробило рейс до острова Вейк, зайшло на атол Еніветок (крайній північний захід Маршаллових островів), а 27 травня — 4 червня пройшло до Йокогами.

## Служба у червні— вересні 1942
За наступні три з половиною місяці Ямагірі-Мару здійснило численні рейси в Японії, де відвідало (деякі не по одному разу) Отару (острів Хоккайдо), Кавасакі, Йокосуку, японську частину острова Карафуто (Сахалін), Куре, Міїке, Токуяму, Сасебо, Моджі, Вакамацу, Уджину, Саєкі. Також у серпні — на початку вересня воно здійснило рейс до узбережжя Азії, під час якого побувало в Такао (наразі Гаосюн на Тайвані), Гонконзі, Самаху (острів Хайнань), бухті Камрань (центральна частина В'єтнаму).

## Рейс до архіпелагу Бісмарка
З початку серпня 1942-го на Соломонових островах точилась важка битва за Гуадалканал і японське командування мусило перекидати туди підкріплення. Зокрема, в межах операції «Окі» організували проведення шести конвоїв, які пройшли з Саєкі (північно-східна частина острова Кюсю), до Рабаула — головної передової бази в архіпелазі Бісмарка, з якої здійснювались операції на Соломонових островах та сході Нової Гвінеї. 29 вересня Ямагірі-Мару вирушило у складі конвою «Окі 3», який пройшов через Сайпан (Маріанські острови), Трук (велика база в центральній частині Каролінських островів) та 12 жовтня прибув до пункту призначення.
20—26 жовтня Ямагірі-Мару пройшло до Палау, а 4—11 листопада перейшло разом з конвоєм до японського порту Моджі. Далі два місяці судно працювало в Японському архіпелазі, де відвідало Цукумі, Осаку, Уджіну, Токіо, Йокогаму, Йокосуку, Йоккаїчі.

## Новий рейс на схід Мікронезії
20 січня 1943-го Ямагірі-Мару полишило Йоккаїчі та 29 числа прибуло на атол Кваджелейн — головну японську базу на Маршаллових островах. 5 лютого судно рушило далі на північ, з 7 по 16 лютого перебувало на островах Гілберта на атолі Тарава (тут велось спорудження великої укріпленої бази, за які в листопаді того ж року відбудеться важка триденна битва), а 27 лютого повернулось до Японії у порт Сасебо.

## Нові рейси до архіпелагу Бісмарка
11 березня 1943-го Ямагірі-Мару вийшло з Сасебо, мавши на борту військовослужбовців 26-го морського будівельного загону та дві десантні баржі Дайхацу. У складі конвою воно пройшло на Трук, куди прибуло 21 числа, а 27—31 березня разом з іншим конвоєм перейшло до Рабаула. Наступні півтора місяці судно провело на Новій Британії, допоки 15—19 травня 1943-го не пройшло на Трук у конвої № 2152. 21—24 травня 1943-го Ямагірі-Мару в конвої № 4521 перейшло до Сайпану, а 5—10 червня витратило час на рейс до Йокосуки, після чого стало на ремонт.
У середині липня Ямагірі-Мару побувало в Йоккаїчі й Токіо, а 24 липня — 2 серпня пройшло з Йокосуки на Трук у складі конвою № 3724. Наступний перехід до Рабаулу 6—10 серпня судно здійснило разом з конвоєм № 1064.
28 серпня 1943-го Ямагірі-Мару полишило Рабаул з конвоєм O-605, який прямував на Палау. Того ж дня за сто вісімдесят кілометрів на північний захід від острова Новий Ганновер конвой атакував підводний човен Drum, який випустив чотири торпеди. Одна з них влучила в Ямагірі-Мару, проте судно не затонуло й у супроводі мисливця за підводними човнами CH-39 змогло 29 серпня повернутись до Рабаулу. Певний час судно проходило аварійний ремонт, а потім відбуло на Трук.

## Рейси до Понапе
22 жовтня 1943-го в межах операції з підсилення острівних гарнізонів Мікронезії Ямагірі-Мару вирушив у складі першого ешелону конвою «Тей №3 Го» на схід Каролінських островів. У якийсь момент судно відокремилось та попрямувало до острова Понапе, де побувало 23 жовтня, а вже 24 числа повернулось на Трук.
26—27 жовтня 1943-го Ямагірі-Мару пройшло до Понапе у другому ешелоні «Тей № 3 Го». Цього разу судно не повернуло на Трук, а вирушило до Рабаула. 30 жовтня — 4 листопада Ямагірі-Мару в конвої № 2302 пройшло на Трук.

## Загибель судна
17 лютого 1944-го Ямагірі-Мару перебувало на Труці. Цього дня по ньому завдало потужного удару американське авіаносне угруповання (операція «Хейлстоун»), яке в підсумку змогло знищити кілька бойових кораблів та близько трьох десятків інших суден. У перший же день операції Ямагірі-Мару зазнало влучання 227-кг бомбою та затонуло на якірній стоянці, загинуло 11 членів екіпажу.